# Convento de Nossa Senhora do Desterro (Monchique)
O Convento de Nossa Senhora do Desterro é um antigo convento dos frades da Terceira Ordem Regular de São Francisco, localizado no Município de Monchique, no Distrito de Faro, em Portugal. Foi fundado em 1631, por Pero da Silva. A O edifício foi gravemente danificado pelo Sismo de 1755, tendo depois sido reconstruído. Posteriormente foi expropriado e dividido em várias parcelas, tendo sido algum tempo depois abandonado, chegando a um avançado estado de ruína. Apresenta uma arquitectura no estilo Manuelino. No interior destaca-se um painel de azulejos no antigo refeitório, baseado na pintura A Última Ceia, de Leonardo da Vinci. O complexo do Convento incluía igualmente uma magnólia monumental, que foi classificada em 1947, mas que acabou por morrer em 2016.

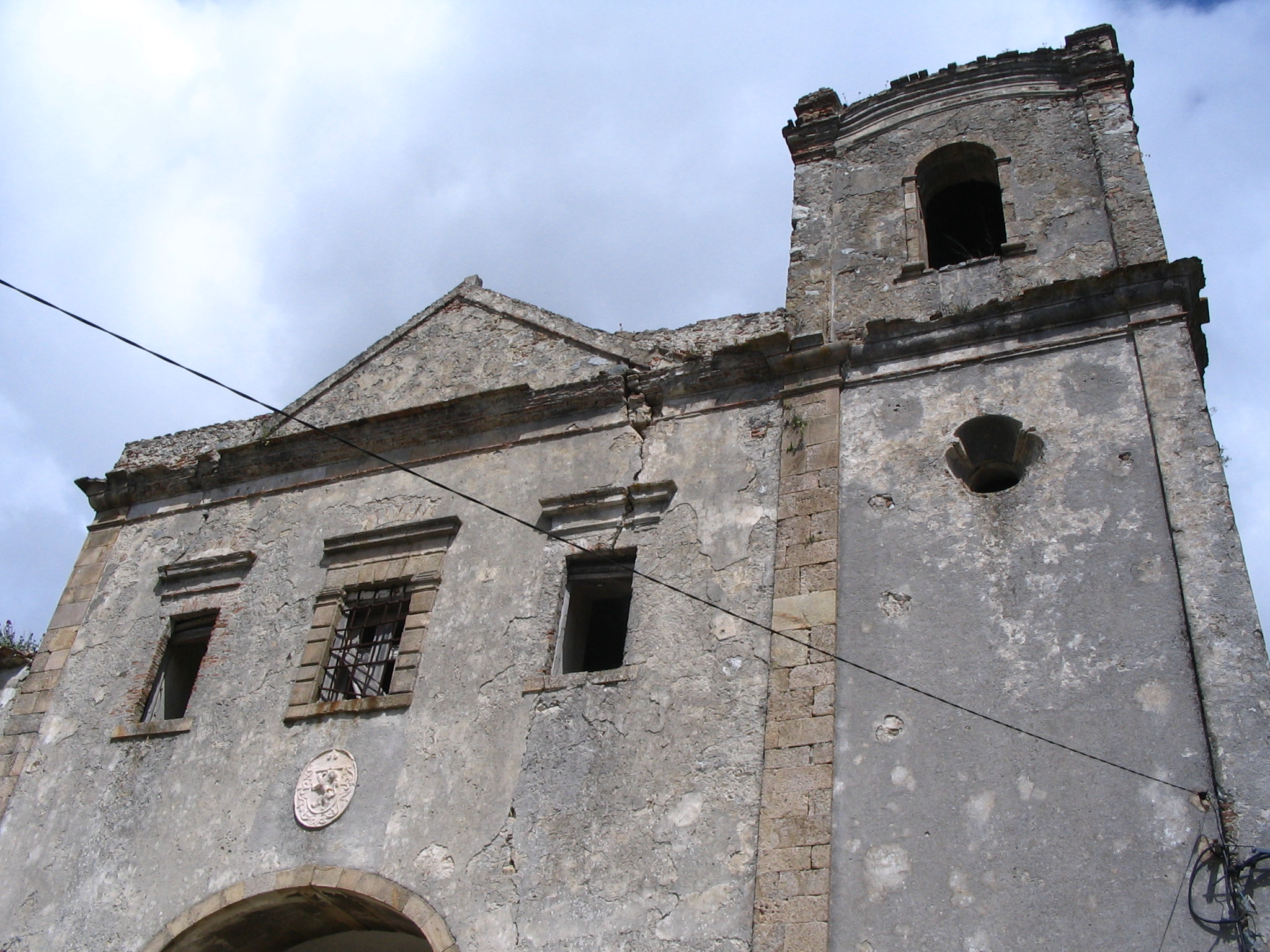
Fachada da igreja e torre sineira, em 2009. Por cima da entrada está o brasão de armas da família Silva.

## Descrição

### Localização e acessos
O convento está situado na encosta da Serra de Monchique, num local arborizado, de onde se desfruta de um amplo panorama sobre a vila de Monchique.

### Arquitectura e composição
O edifício do convento foi construído no estilo Manuelino. Tem uma forma de quadrilátero, cuja zona oriental era ocupada pelo primeiro átrio, onde foi instalado um brasão de armas da família Silva, e pela nave da igreja e capela-mor. No lado direito da capela-mor encontrava-se a sepultura do fundador do convento. O átrio era denominado de portaria, sendo utilizado, segundo uma tradição local, para oferecer alimento aos pobres da vila. A face Norte era composta por uma antiga sacristia e uma capela, enquanto que a área Sul era formada por outras celas, e a fachada da igreja com a sua torre. O lado poente consistia na frente da mesma capela e por diversas celas, sendo também aí situado o refeitório e outra entrada do convento. Junto aos lados do refeitório situavam-se as mesas para os frades, enquanto que ao fundo existia uma mesa mais pequena, provavelmente para o superior do convento e outros membros importantes. A parede por detrás desta mesa estava decorada com um painel de azulejos, representando o quadro A Última Ceia, de Leonardo da Vinci. No canto esquerdo da sala, junto à entrada, estava situado um púlpito para a leitura, enquanto que no lado direito localizava-se a cozinha. No espaço central do edifício situava-se o claustro, rodeado por uma arcada com corredor, decorado como painéis de azulejos representando cruzes da Via Sacra. Na face Sul do claustro estava a entrada para a casa mortuária. O convento estava dedicado a Nossa Senhora do Desterro, cuja imagem, de origem seiscentista, foi preservada na Ermida de São Sebastião, em Monchique.
O complexo do convento incluía igualmente uma quinta, onde se situa a Fonte dos Passarinhos, que já esteve decorada com azulejos representando aves. Nesta quinta também estava situada uma magnólia, que de acordo com a tradição, foi levada da Índia pelo fundador do convento, e que foi classificada como de Interesse Público em 1947. A árvore, que chegou a ser a maior magnólia da Europa, foi considerada um dos ex-Libris do concelho de Monchique. Aquando do seu falecimento, tinha um tronco com 5,58 m de perímetro à altura de 1,30 m, uma copa com cerca de 30 m de diâmetro, e uma altura de 27 m, tendo a sua idade sido calculada em mais de 200 anos.

## História
O convento foi fundado no ano de 1631 por Pero da Silva, que posteriormente ocupou a função de Vice-Rei da Índia. A casa pertencia à ordem dos Franciscanos Terceiros, que, segundo a obra Santuário Mariano, de frei Agostinho de Santa Maria, tomaram posse do convento em 20 de Março de 1632. A sua fundação está ligada a uma lenda, na qual dois mareantes que estavam em perigo no oceano fizeram uma promessa de construir uma igreja na primeira povoação em território português que vissem à chegada. Segundo a mesma lenda, um dos navegantes trazia consigo uma pequena imagem de Nossa Senhora em marfim, oriunda da Índia, que após o seu falecimento foi venerada como relíquia pelos frades do convento. Segundo a tradição, durante uma tempestade em 1834, um dos frades teria levado a imagem dentro do hábito, que foi depois entregue a uma senhora para a guardar. Segundo uma série de artigos publicados no jornal O Monchiquense em 1926, um dos primeiros capelães foi «Frei Agostinho da Esperança, varão de grandes virtudes, que depois foi para um convento do Bispado de Lamego, onde veiu a falecer». Nestes artigos refere-se igualmente que durante os primeiros anos, os frades procuraram criar uma escola de primeiras letras no convento, no sentido de combater o forte analfabetismo na povoação. Porém, só em 6 de Outubro de 1779 é que obtiveram autorização para instalar a escola, por concessão da rainha D. Maria I a Frei João da Conceição Barca. Esta foi a primeira escola primária em Monchique, tendo o próprio Frei João sido o professor.
O edifício foi destruído pelo Sismo de 1755, tendo sido depois reconstruído. Foi encerrado em 1834, no âmbito do processo de extinção das ordens religiosas em Portugal, tendo sido nacionalizado e vendido em hasta pública em 1842. Foi vendido em fracções a vários proprietários, passando a ter um utilização residencial. Posteriormente o complexo foi abandonado, tendo chegado a um avançado estado de ruína. Ao longo deste período, grande parte do recheio do antigo convento foi roubado ou perdeu-se devido à degradação, como a maioria dos azulejos no refeitório, embora algumas peças tenham sido conservadas na Ermida de São Sebastião, como a imagem de Nossa Senhora do Desterro, e o baldaquino e as colunas decoradas que foram integradas no retábulo da ermida.
Em 1911, João Ribeiro Cristino da Silva relatou, num artigo da revista O Occidente, que a igreja do convento já se encontrava parcialmente arruinada. Em 1915 terá sido feita a primeira referência à magnólia, no Boletim Trimestral da Associação Protetora da Árvore, onde foi relatado que «a soberba Magnólia de Monchique que representa a melhor árvore, do género, de que por enquanto temos conhecimento.». Em 1947, a magnólia foi classificada como de Interesse Público pelo Diário do Governo n.º 105, Série II, de 8 de Maio. Nos artigos de 1926 refere-se que o edifício do convento já estava em ruínas, embora ainda restasse algum recheio original de interesse, como uma mesa e um púlpito no refeitório, onde também se encontrava o quadro de azulejos representando a Última Ceia.
Durante a década de 1970, o convento foi ocupado por várias pessoas de baixos recursos, incluindo um casal que assinou um contrato com os proprietários para o arrendamento do edifício. Em 1983, a autarquia iniciou o processo para a aquisição dos terrenos do convento, tendo dois anos depois conseguido já obter várias partes do edifício. Em 2003, foi aberto o concurso público internacional para a realização de obras de recuperação no edifício do convento, e em 2004 o projecto foi autorizado pelo Instituto Português do Património Arquitectónico, no valor de cerca de cinco milhões de Euros. Em 2007, as antigas instalações do convento estavam ocupadas por uma família de sete indivíduos, que tinham montado estruturas para animais domésticos no claustro.
A magnólia morreu em 2016, após um período de doença de cerca de dez anos. Em Março de 2017, a autarquia organizou uma iniciativa em sua memória, no âmbito do Dia da Árvore, que incluiu a plantação de dez magnólias por crianças, seis no local da antiga árvore, duas na Escola EB 23 Manuel do Nascimento e outras duas na Quinta da Vila, junto às Piscinas Municipais. Em 29 de Abril desse ano, a Vicentina - Associação para o Desenvolvimento do Sudoeste organizou uma peça teatral no convento, no âmbito do programa Momentos Fantásticos com o Património – Sítios com história. Também em 2017, a autarquia de Monchique estava a preparar a aquisição do convento, devido ao seu valor histórico e ao estado de ruína em que se encontrava. Este processo foi complicado devido ao grande número de proprietários, tendo o presidente da Câmara Municipal, Rui André, explicado que a autarquia estava a propor a compra das partes cujos donos eram conhecidos, enquanto que as restantes porções seriam expropriadas. O fim destas obras seria reabilitar o edifício, de forma a garantir a segurança dos visitantes, e a possibilitar a organização de eventos culturais ou religiosos na antiga igreja. O passo seguinte seria a instalação de um ou hotel ou pousada de luxo que aproveitaria parcialmente o convento e os terrenos em redor. O projecto aprovado em 2004 incluía a instalação de 28 camas em 24 quartos, dois dos quais em suite e outros dois preparados para mobilidade reduzida. No piso térreo seriam instaladas uma recepção, um espaço para o culto religioso e outro para a sacristia, duas salas de estar de dimensões diferentes, sendo a maior ligada à sala para refeições para hóspedes, uma cozinha, instalações sanitárias e uma sala de refeições para funcionários. No primeiro andar estaria a entrada principal, uma recepção com sala de estar, um escritório para a administração, treze quartos duplos, uma suite e um quarto para deficientes, e um espaço para vários serviços. O segundo andar seria ocupado por sete quartos, uma sala de estar com bar, e a copa de piso. Os terrenos em redor do convento também seriam recuperados, incluindo os tanques e a emblemática Fonte dos Passarinhos, e seria instalada uma piscina, um espaço técnico e instalações sanitárias. Neste período, também foi criada uma petição pública para reclamar a recuperação do convento e encontrar um outro alojamento para a família residente no seu interior, embora sem sucesso.
Durante o Incêndio de Monchique de 2018, o edifício esteve ameaçado pelas chamas, tendo sido salvo devido à intervenção dos filhos do casal, apesar da imprensa ter anunciado que o convento tinha sido destruído. Em Junho de 2023, o convento foi integrado no programa estatal Revive, que tinha como finalidade proteger e valorizar o património público, e promover o seu aproveitamento como recurso económico e turístico. De acordo com o presidente da Câmara Municipal, Paulo Alves, com esta medida procurou-se «encontrar uma solução para as valências turísticas e culturais» do imóvel, uma vez que iria permitir a procura por investidores privados no sentido de «reabilitar o edifício, adaptando-o a novas funções, mas mantendo na mesma uma parte de uso público, alocando ali fundos que a Câmara, só por si, não consegue reunir». A autarquia era então era a proprietária quase total do antigo convento, faltando então apenas uma pequena parte, para a qual já tinha sido assinado o Contrato Promessa de Compra e Venda, embora ainda não tivessem conseguido fazer a correspondente escritura. Em Julho desse ano, foi visitado pelo secretário de Estado do Turismo, tendo sido um dos pontos do município pelos quais passou como parte das sessões informativas do Roteiro + Interior Turismo.

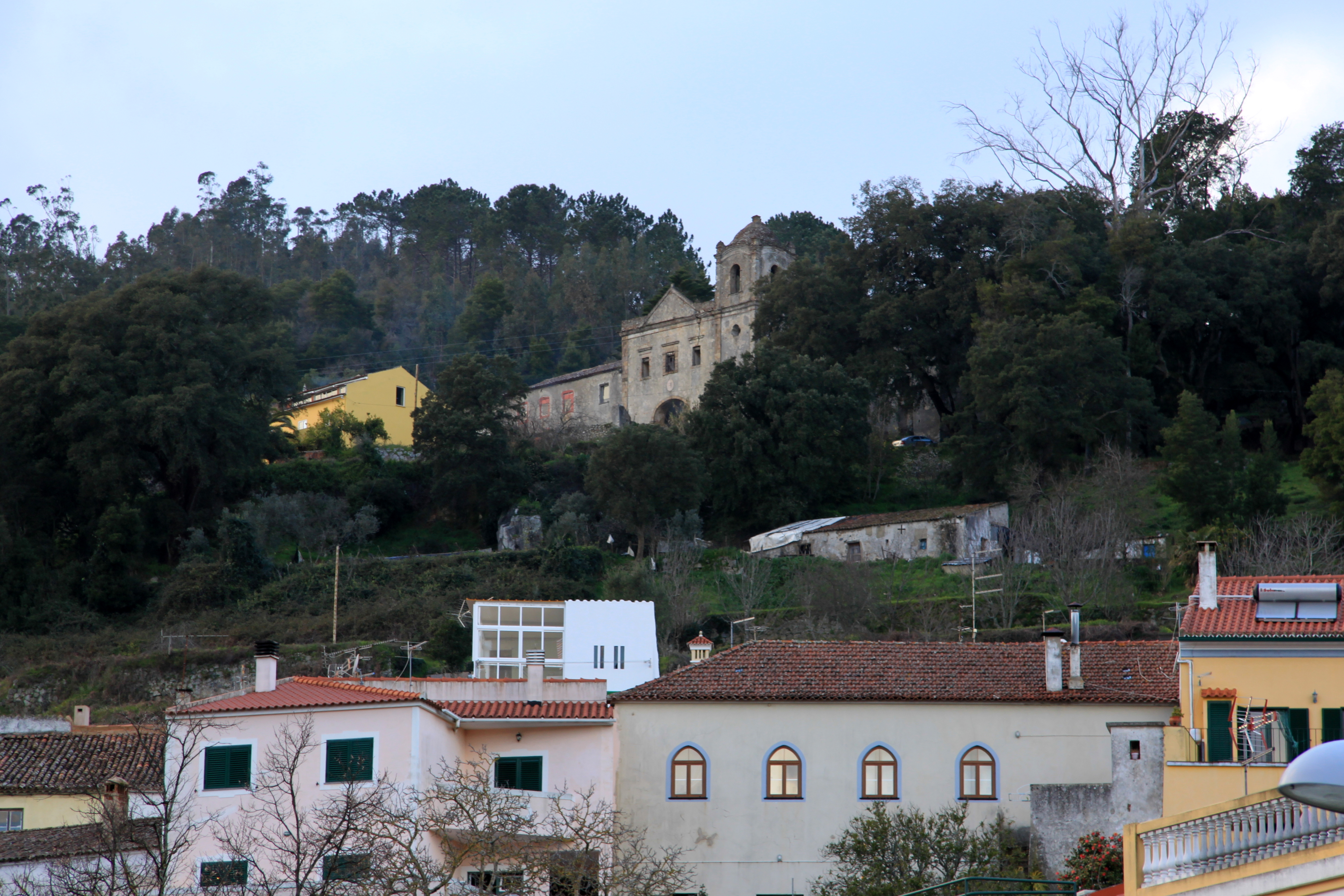
Fotografia do convento em 2014, vendo-se à direita a magnólia centenária.